# Niedersächsischer Ju-Jutsu Verband
Der Niedersächsische Ju-Jutsu Verband (NJJV) ist ein Sportverband, der sich um die Pflege und Verbreitung der Sportart Ju-Jutsu kümmert. Der NJJV ist der vertretungsberechtigte Verband innerhalb Niedersachsens und ist Mitglied im Landessportbund Niedersachsen und im Deutschen Ju-Jutsu Verband und damit ein Bindeglied zwischen den Vereinen und den öffentlichen Organisationen (z. B. Landesregierung Niedersachsen und Deutscher Olympischer Sportbund).

## Gliederung
Der NJJV ist ein ehrenamtlich strukturierter Verband und wird von einem ehrenamtlichen Präsidium und Vorstand geleitet.
Das Präsidium besteht aus fünf Mitgliedern:
- Präsident
- Vizepräsident Finanzen
- Vizepräsident Leistungssport
- Vizepräsident Breitensport
- Vizepräsident Jugend

Der Vorstand setzt sich aus insgesamt 14 Mitgliedern zusammen. Neben den fünf Mitgliedern des Präsidiums sind dies:
- die vier Vorsitzenden der Bezirksfachverbände (Braunschweig, Hannover, Lüneburg und Weser-Ems)
- Sportdirektor
- Direktor Behörden
- Direktor Lehre
- Direktor Prüfungswesen
- Direktor Zielgruppen

Dem Vorstand sind zum Teil noch spezielle Beauftragte unterstellt; so ist dem Sportdirektor und Leitenden Landestrainer das Landestrainerteam (3 Mitglieder) unterstellt.
Es gibt aber auch unabhängige Beauftragte. So wird zum Beispiel der besonderen Verzahnung von Ju-Jutsu und der Exekutive mit besonderen und unabhängigen Beauftragten für Polizei, Bundespolizei und Justiz Rechnung getragen.
Der Verband ist neben der strukturellen Ebene auch in einer territorialen Ebene untergliedert. In Anlehnung an die früheren Regierungsbezirke in Niedersachsen gibt es auch im Verband diese Untergliederung:
- Bezirk Braunschweig
- Bezirk Hannover
- Bezirk Lüneburg
- Bezirk Weser-Ems
- Bezirk Polizei

Dieser Umstand ist der großen Fläche Niedersachsens und der ehrenamtlichen Verbandsstruktur dienlich, da in den Bezirken einzelne eigenständige Vorstände gewählt werden. Somit ist eine effektivere Arbeit vor Ort möglich.

## Breitensport
Neuere Trends zeigen auch eine Vermischung mit einer Vielzahl anderer, nicht aus dem Kampfsport abzuleitender Sportarten wie z. B. Gymnastik, Aerobic oder Fitnesstraining.
Ju-Jutsu für jedermann ist das Motto der Sportart. Das spiegelt sich auch im Verbandsmotto „Mit Sicherheit – Lebensgefühl!“ wider.

## Leistungssport
Im Leistungssport bietet der NJJV viele Angebote wie Lehrgänge, Trainingslager, gezielte Auswahl und Förderung von Athleten.
Neben dem Leitenden Landestrainer und dem Sportdirektor im Vorstand und Organisation kümmert sich ein spezialisiertes Team um die Athleten in den Disziplinen Fighting und Duo.
- Fighting: Beim Fighting geht es im 1-gegen-1 darum, möglichst in allen 3 ausgekämpften Parts den Gegner nach Punkten zu besiegen. Dabei wird neben Faust- und Tritttechniken (Part 1), Wurftechniken (Part 2) auch im Boden (Part 3) gekämpft. Es gewinnt, wer am Ende die meisten Punkte hat oder in jeder Kategorie eine große Wertung bekommt. → Hauptartikel: Ju-Jutsu
- Duo: Beim Duo gibt es 20 vorgegebene Angriffe, auf die die Sportler eine möglichst perfekte Abwehrkombination zeigen müssen. Dabei studieren sie in einem langjährigen Training die Abwehrfolgen nahe der Perfektion ein, um sie in Wettkämpfen demonstrieren zu können. Es treten immer Männer gegen Männer (Duo men), Frauen gegen Frauen (Duo women) oder Mann/Frau gegen Mann/Frau (Duo Mixed) an.
- Ne-Waza/BJJ: Der reine Bodenkampf wird in verschiedenen Vereinen angeboten. Da diese Wettkampfdisziplin im Ju-Jutsu noch recht neu ist, wird sie nur von einigen wenigen betrieben. Der NJJV spricht sich aktiv für die Förderung des BJJ aus und bietet einzelne gezielte Maßnahmen dazu an. → Hauptartikel: Brazilian Jiu-Jitsu

Bei der Deutschen Meisterschaft 2014 schaffte der NJJV den Anschluss an die nationale Spitze und belegte in der Länderwertung den 3. Platz. Die Deutsche Meisterschaft 2015 wird im Niedersächsischen Winsen an der Luhe ausgetragen werden.